# Ab urbe condita (Redewendung)
Ab urbe condita (lateinisch für „seit Gründung der Stadt“) bedeutet als Redewendung heute schon immer, seit immer, seit Menschengedenken.
Das angebliche Gründungsjahr der Stadt Rom 753 v. Chr. ist der Ausgangspunkt der Zeitrechnung im Römischen Reich. Ab urbe condita hat damit etwa die Bedeutung von seit dem Beginn der Geschichte (der Stadt Rom), entsprechend im Deutschen seit Menschengedenken.
Eine ähnliche Redensart ist Seit Olims Zeiten, welche mit dem lateinischen Wort für einst gebildet wurde.